# Berengar I.
Berengar Furlanski (ubijen 16. travnja 924.) bio je kralj Italije od 888. godine i car Svetog Rimskog Carstva od 915. godine.

## Obitelj
Otac Berengara je bio sveti Eberhard od Furlanije koji je kao nagradu za svoju vjernu službu dobio ruku kćeri cara Ludovika Pobožnog. Iako u doba rođenja Berengara ta činjenica da je po ženskoj liniji carev unuk nije imala nikakvu važnost, ona tijekom kasnijeg njegovog života kada je izumrla dinastija Karolinga u Italiji i Njemačkoj dobiva neusporedivu važnost. Baka kralja Berengara je bila Judita.

## Ratovi za kraljevstvo
Iste one nerede koje njegov rođak Arnulf Karantanski koristi da bi postao kraljem Njemačke, Berenger koristi kako bi se 888. godine proglasio i okrunio za kralja Italije. Tim potezom preduhitrio je ambicioznog Guida od Spoleta sa sličnim rodoslovljem što dovodi do početka prvoga rata. U prvim ratnim godinama protiv vojvode od Spoleta trpi jedan poraz za drugim, ali s uspješnim izbjegavanjem bitke koja bi odlučila rat. Nemajući drugog izbora, pošto su sve druge titule bile zauzete, Guido od Spoleta se okrunio za cara. Niti smrt ovoga cara nije ništa promijenila nego se rat samo nastavio protiv njegovog sina s istim negativnim rezultatima. Nemajući izbora, Berengar tada traži pomoć iz Njemačke od Arnulfa Karantanskog koji dolazi 896. godine i pobjeđuje Lambert od Spoleta. Njegov kasniji povratak u Njemačku rezultira 898. godine novim Berengarovim vojnim porazom, ali i ubojstvom Lamberta što je trebalo dovesti mir u Italiju. To se na kraju pokazalo daleko od istine pošto je Berengar 899. godine ponovo poražen u bitci protiv pljačkaške horde Mađara.
Sada talijanski plemići i papa nude krunu Italije i Carstva Ludoviku III. pod uvjetom da pobjedi vojno nesposobnog Berengara. Nedugo nakon ostvarivanja te pobjede 900. godine obje krune su dane Ludoviku III. koji ipak gubi najprije bitku 902., a potom i 905. godine od vječnog ratnog gubitnika Berengara.

## Car i pad
Sljedećih deset godina ovaj kralj ipak dobiva priliku uživati u miru koji završava njegovom krunidbom 915. godine za cara Svetog Rimskog Carstva. Očekivanja pape i plemića da će novi car pokrenuti pohod protiv pljačkaških pohoda Arapa tijekom sljedećih godina se nisu ostvarila jer Berengar i dalje više brine za svoju Furlaniju koju ugrožavaju Mađari nego potencijalno izdajničkom južnom Italijom. Zbog toga nezadovoljni plemići donose odluku 922. godine da pozovu burgundskog vojvodu Rudolfa da preuzme vlast u Italiji. Sljedeću godinu Berengar gubi veliku bitku protiv novog pretendenta samo da bi se povukao u Furlaniju radi jačanja svojih snaga. Taj pokušaj završava neuspješno 924. godine kada horda Mađara ponovno pobjeđuje njegovu vojsku i pljačka provincije pod kontrolom Berengera. U tako politički neugodnoj situaciji Berengar pada kao žrtva atentata, kojeg je najvjerojatnije naručio burgundski vojvoda Rudolf.

## Nasljedstvo
Iako ovaj car umire bez nasljednika, njegovo nasljedstvo postaje veliki broj vojvodskih i grofovskih kuća koje vode porijeklo od njega. Njegovom smrću Karolinško carstvo je definitivno ukinuto, tako da se novog cara Svetog Rimskog Carstva čeka gotovo četrdeset godina.
| Prethodnik: Ludovik III. Slijepi | Car Svetog Rimskog Carstva | Nasljednik: Nema careva 38 godina sve do Otona I. |